# Maria Stuart – Blut, Terror und Verrat
Maria Stuart – Blut, Terror und Verrat (Originaltitel: Gunpowder, Treason and Plot) von Gillies MacKinnon ist ein Historienzweiteiler der BBC aus dem Jahr 2004, der im Schottland und England des 16. und frühen 17. Jahrhunderts angesiedelt ist. Die Titelrolle der Maria Stuart spielt die französische Schauspielerin Clémence Poésy.

## Handlung
Teil eins schildert die Erlebnisse der schottischen Königin Maria Stuart ab ihrer Ankunft in Schottland, nachdem ihr vorheriger Ehegatte, der König von Frankreich verstorben ist, bis zu ihrer Inhaftierung auf Betreiben ihrer Rivalen. Der zweite Teil beschäftigt sich mit dem Leben ihres Sohnes, James I. von Schottland und England, während die zu dieser Zeit inhaftierte Maria Stuart nur noch kurz am Rande in Erscheinung tritt. Ein thematischer Schwerpunkt des zweiten Teils ist der Anschlagsversuch von Guy Fawkes.

## Hintergrund
Der Fernsehzweiteiler war die erste englischsprachige Rolle von Clémence Poésy, die später mit den Verfilmungen von Harry Potter internationalen Erfolg hatte.

## Auszeichnungen
- 2005: Vier Golden FIPA-Awards auf dem Festival International de Programmes Audiovisuels[1]